# Bajitpur
Bajitpur (en bengali : বাজিতপুর) est une upazila du Bangladesh dans le district de Kishoreganj. En 1991, on y dénombrait 197 081 habitants.